# Objaw Fajersztajna-Krzemickiego
Objaw Fajersztajna-Krzemickiego – objaw neurologiczny z grupy objawów korzeniowych, będący pochodną objawu Lasègue’a. Polega na wystąpieniu bólu w chorej kończynie podczas badania objawu Lasègue’a na kończynie zdrowej. Objaw opisał lwowski neurolog Izydor Fajersztajn-Krzemicki w 1901 roku.